# تغلف معوي

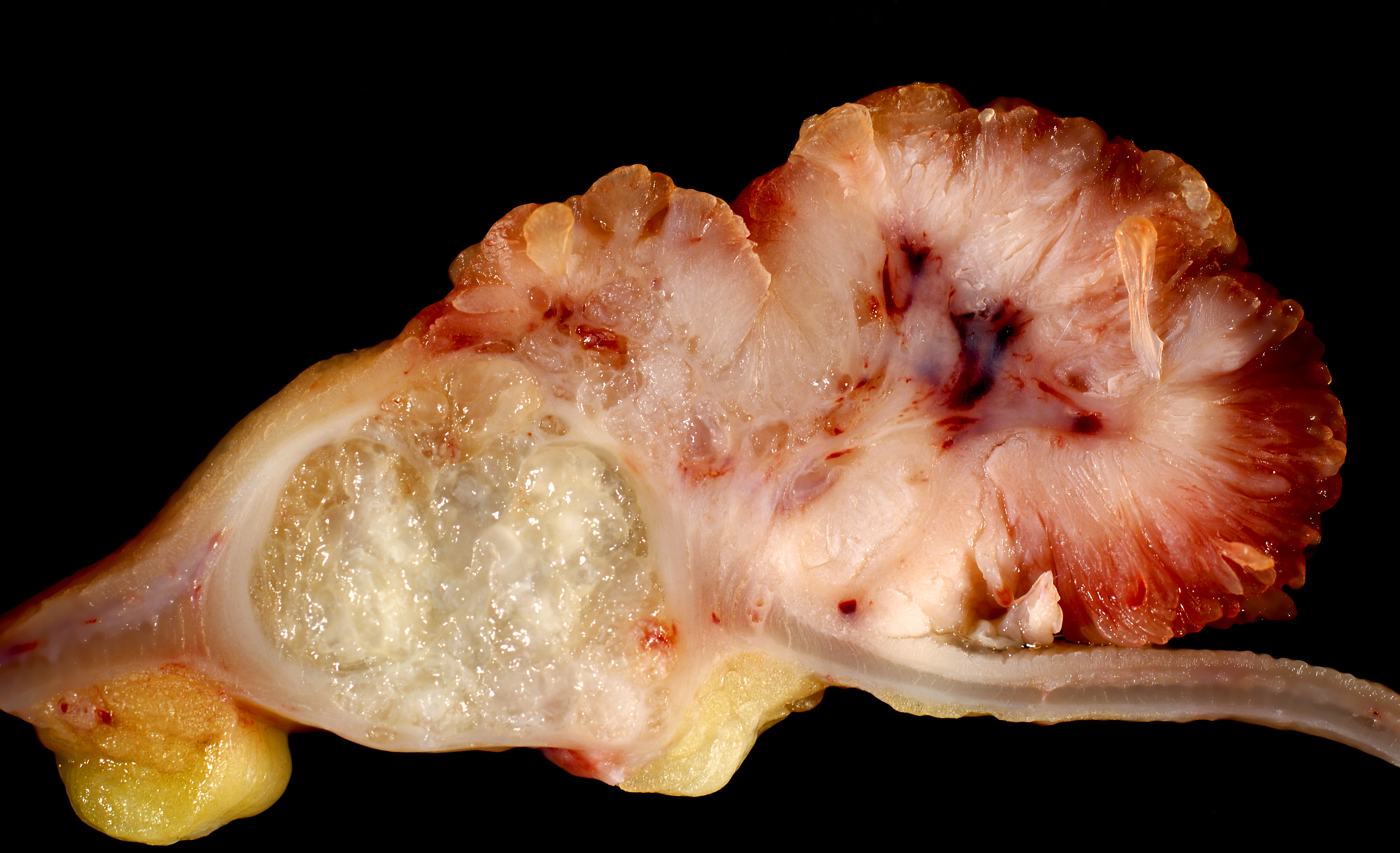
انسداد معوي (على مستوى القولون الصاعد) ناتج من سرطان القولون

تغلف معوي (أو العلوص) هو الانسداد الميكانيكي أو الوظيفي للأمعاء، مما يمنع مرور محتويات الأمعاء وحركتها بشكل طبيعي. ويمكن أن يحدث هذا الانسداد في أي جزء من الأمعاء، وغالبًا ما يكون في الاثني عشر الموجود في الأمعاء الدقيقة، حيث يعد حالة طبية طارئة تستدعي التدخل العاجل. وعلى الرغم من أن هناك الكثير من الحالات التي يتم علاجها دون تدخل جراحي، فإن انسداد الأمعاء في هذه الحالة يعد من المشكلات الجراحية.

## الأسباب

### انسداد الأمعاء الدقيقة

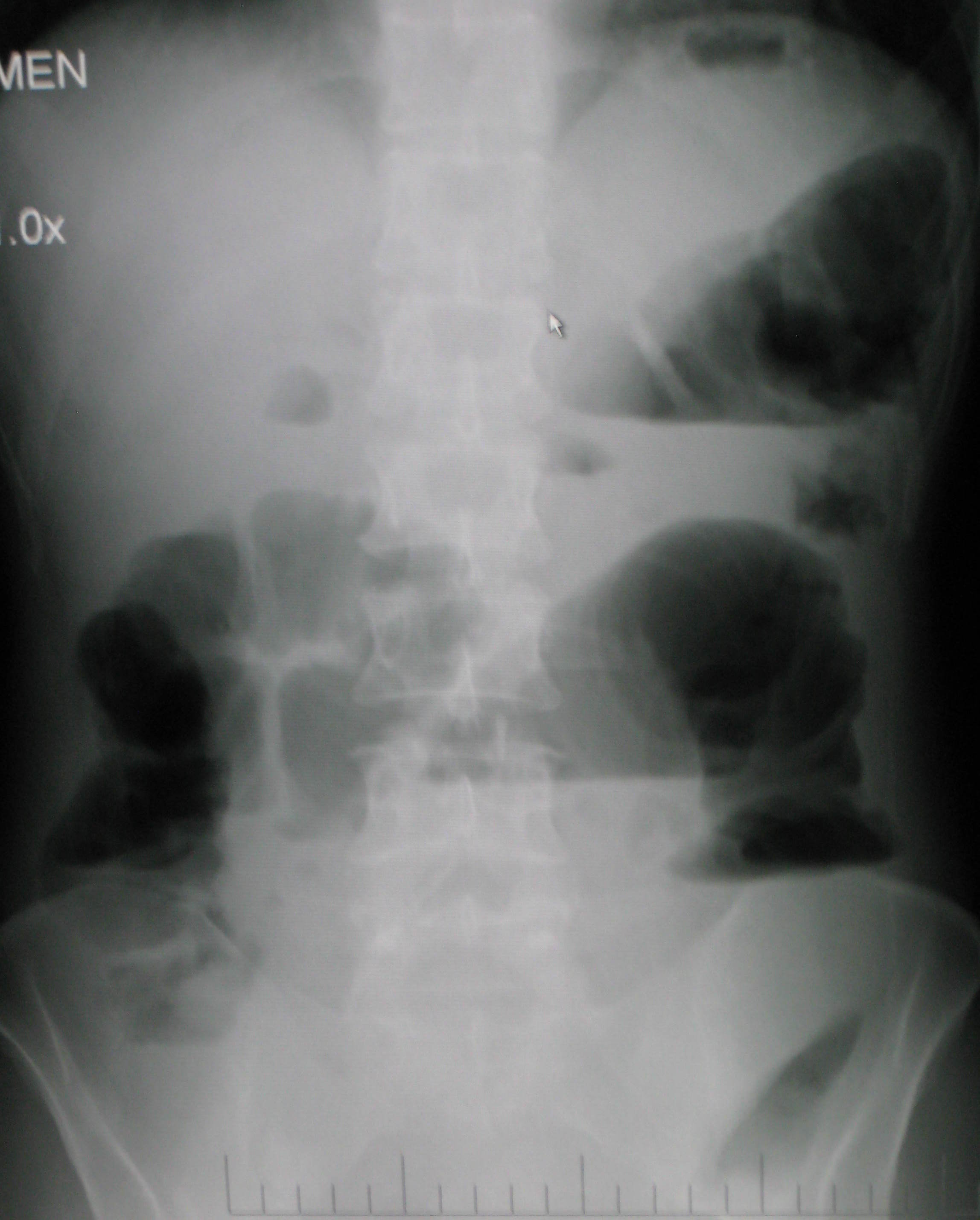
يوضح التصوير بأشعة إكس على البطن وجود انسداد بالأمعاء الدقيقة والمريض في وضع وجود مستويات متعددة من السوائل والغازات.

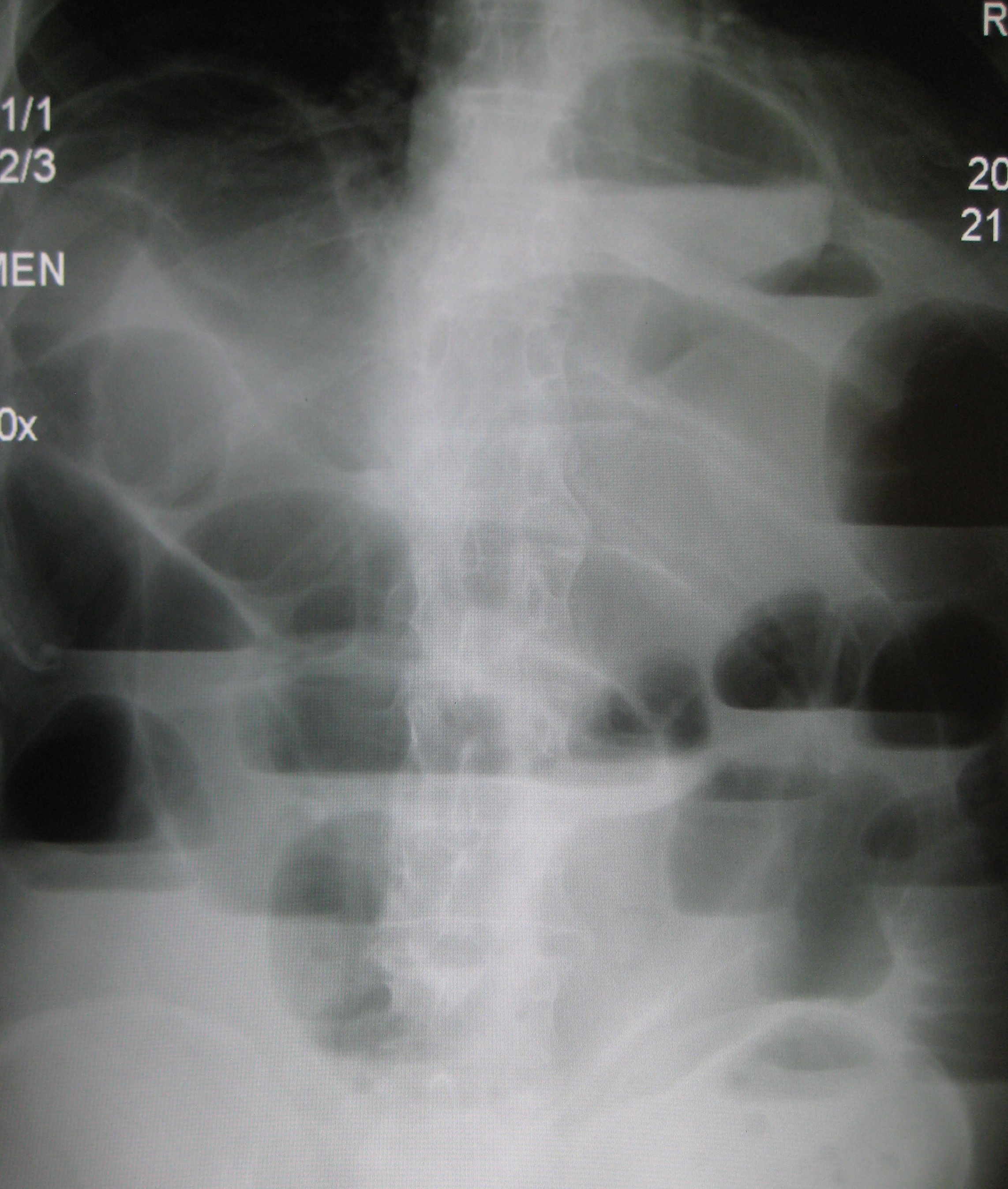
يوضح التصوير بأشعة إكس على البطن وجود انسداد بالأمعاء الدقيقة والمريض في وضع الوقوف. لاحظ وجود مستويات متعددة من السوائل والغازات.

نورد فيما يلي أسباب انسداد الأمعاء الدقيقة:
- حدوث التصاقات بجدار الأمعاء عقب إجراء عملية جراحية سابقة في البطن
- وجود فتق بالأمعاء
- مرض كرون الذي يتسبب في حدوث التصاقات بالأمعاء أو ضيق والتهابات بها
- وجود أورام حميدة أو خبيثة بالأمعاء
- تداخل الأمعاء لدى الأطفال في حالات الإسهال
- التفاف الأمعاء حول بعضها (انفتال الأمعاء)
- متلازمة الشريان المساريقي العلوي، حيث يكون هناك ضغط على الاثني عشر عن طريق الشريان المساريقي العلوي والشريان الوتين البطني (الأبهر أو الأورطي)
- وجود ضيق بالأمعاء يؤدي إلى ضعف تدفق الدم بها
- وجود أجسام غريبة بالأمعاء (مثل حصوات المرارة في حالة انسداد الأمعاء الصفراوي أو أجسام أخرى من الممكن أن يكون المريض قد ابتلعها)
- انسداد الأمعاء الخلقي (رتق الأمعاء)
- وجود ورم سرطاني نادر خاصةً في المعي اللفائفي (وهو الجزء الأخير من الأمعاء الدقيقة)

### انسداد الأمعاء الغليظة

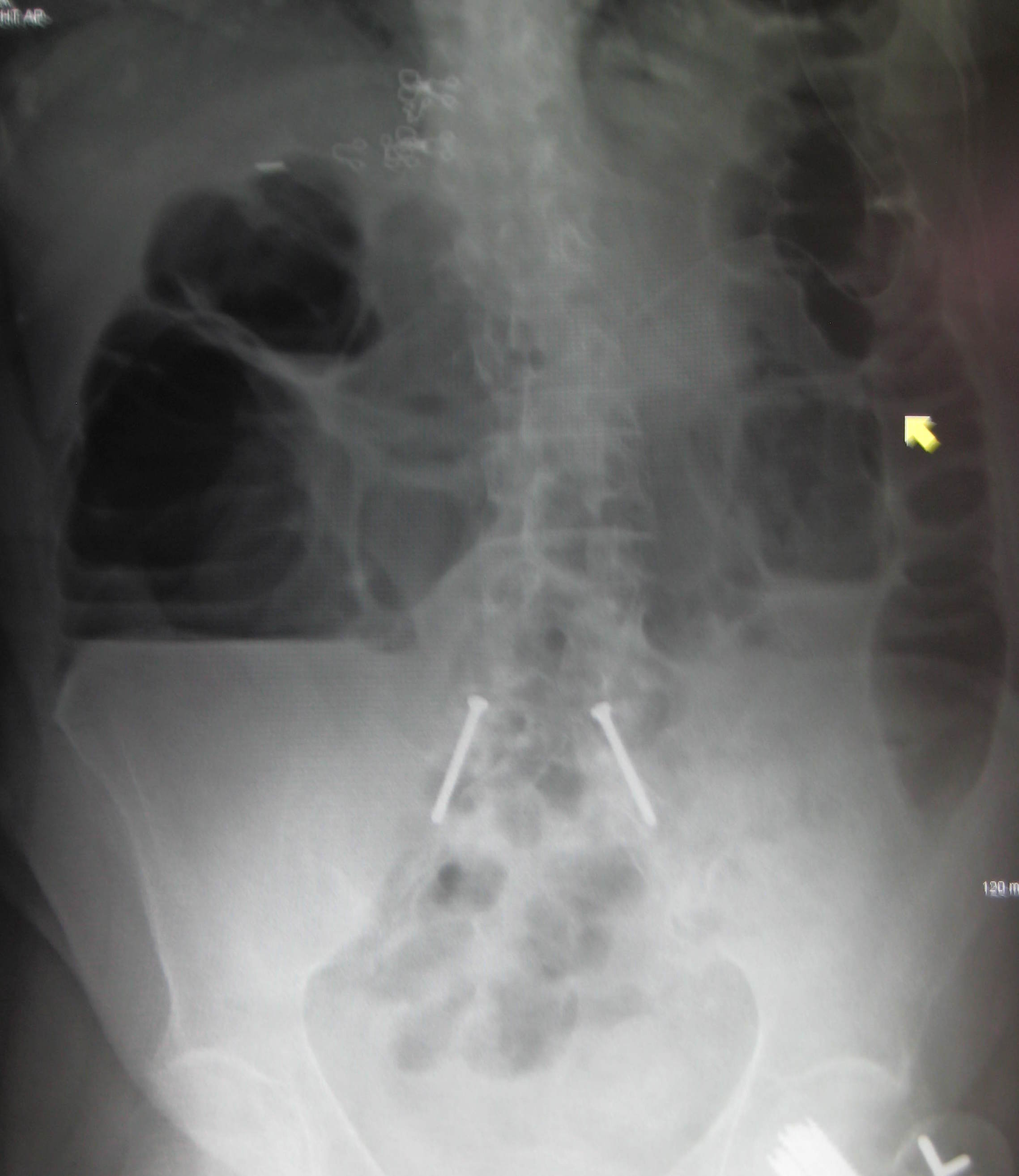
يوضح التصوير بأشعة إكس على البطن لمريض مصاب بانسداد الأمعاء الغليظة وهو في وضع الوقوف مستويات متعددة من السوائل والغازات وأجزاء منتفخة من الأمعاء.

نورد فيما يلي أسباب انسداد الأمعاء الغليظة:
- وجود أورام
- وجود فتق
- أمراض التهاب الأمعاء
- حدوث التفاف بالقولون (ويحدث غالبًا في القولون السيني والأعور والقولون المستعرض)
- وجود التصاقات بالأمعاء الغليظة (بعد عملية جراحية)
- الإمساك
- انحشار البراز
- تصلب البراز
- انسداد القولون (رتق القولون)
- الانسداد المعوي الكاذب
- وجود ضيق حميد بالأمعاء (في حالة الإصابة بمرض رتجي)
- وجود ورم ببطانة الرحم

### التشخيصات المختلفة لانسداد الأمعاء
تشمل التشخيصات المختلفة لانسداد الأمعاء ما يلي:
- شلل الأمعاء
- الانسداد المعوي الكاذب أو متلازمة أوجيلفي (الانسداد القولوني الكاذب)
- وجود تعفن داخل البطن
- الالتهاب الرئوي أو أي مرض آخر يؤثر على الجسم بأكمله

## العلامات والأعراض والأسباب
على حسب درجة انسداد الأمعاء، من الممكن أن تظهر الأعراض في شكل مغص وألم بالبطن وانتفاخ بالبطن وقيء عادي وقيء برازي وإمساك.
هذا، وقد يحدث الانسداد لأسباب تتعلق بتجويف الأمعاء أو بجدار الأمعاء أو لأسباب خارج الأمعاء (مثل وجود ضغط على الأمعاء من الخارج أو انسداد أو التفاف الأمعاء).
وقد يؤدي انسداد الأمعاء إلى حدوث مضاعفات أخرى منها جفاف الجسم واضطرابات الإلكتروليت بسبب القيء، أو عدم التنفس بشكل سليم نتيجة وجود ضغط على الحجاب الحاجز بسبب انتفاخ البطن أو استنشاق فضلات الطعام أثناء القيء، أو ضعف تدفق الدم إلى الأمعاء، أو حدوث ثقب بالأمعاء نتيجة انتفاخ البطن لفترة طويلة أو نتيجة لوجود ضغط من جسم غريب.
وفي حالة انسداد الأمعاء الدقيقة، عادةً ما يبدو الألم في صورة مغص بالبطن (حيث توجد تقلصات على فترات متقطعة)، مع وجود تشنجات تستمر لدقائق معدودة. وفي الغالب يكون الألم في منتصف منطقة البطن. ويسبق الإمساك حدوث قيء.
أما في حالة انسداد الأمعاء الغليظة، يشعر المريض بالألم في أسفل منطقة البطن وتستمر التشنجات لفترة أطول. هذا بالإضافة إلى أن القيء يسبقه الإمساك، وفي تلك الحالة تكون احتمالية حدوث القيء أقل لدى المريض. عند انسداد الأمعاء الغليظة بشكل جزئي، فإن ذلك قد يظهر في صورة أعراض انسداد الأمعاء الدقيقة.

## التشخيص
تتمثل أهم طرق التشخيص التي يمكن إجراؤها في حالة انسداد الأمعاء في اختبارات الدم أو عمل أشعة إكس على البطن أو الأشعة المقطعية و/أو أشعة الموجات فوق الصوتية. وإذا ما تم اكتشاف وجود ورم أو تكتل في الأمعاء، فقد يتم استئصال نسيج منه لتحليله وفحصه لمعرفة طبيعة هذا الورم أو التكتل.
من ضمن الأشياء التي يكشف عنها التصوير الإشعاعي وجود انتفاخ بالأمعاء ووجود مستويات متعددة (أكثر من ستة مستويات) من السوائل والغازات في صور الأشعة التي تؤخذ على البطن والمريض في وضع الاستلقاء على الظهر تارة والوقوف تارة أخرى.
وعلاوةً على ذلك، فمن الممكن استخدام حقنة الباريوم الشرجية أو صور أشعة ملونة للأمعاء الدقيقة أو الأشعة المقطعية لتحديد درجة انسداد الأمعاء، وما إذا كان الانسداد جزئيًا أم كليًا، وكذلك لمعرفة سبب الانسداد.
وفقًا لما ورد في التحليل الجمعي لعدد من الدراسات والذي أصدرته مؤسسة كوكران للتعاون العلمي، وُجد أن شكل المادة التباينية القابلة للذوبان في الماء، مثل الباريوم، والمستقرة في الأعور في صورة أشعة على البطن يشير إلى احتمالية تقليل الانسداد الناتج عن وجود التصاقات في الأمعاء الدقيقة وذلك في خلال 24 ساعة من تناول تلك المادة عن طريق الفم، وأن نتيجة اختبار الحساسية هي 96% ونتيجة اختبار النوعية هي أيضًا 96%. ببمد: 15674958
وهناك عدد من طرق التشخيص الأخرى والتي تشمل تنظير القولون وفحص الأمعاء الدقيقة عن طريق كاميرا صغيرة يبلعها المريض أو عن طريق التنظير الداخلي، هذا بالإضافة إلى تنظير البطن.

## طرق العلاج
هناك بعض الحالات التي يمكن فيها علاج أسباب انسداد الأمعاء تلقائيًا دون تدخل جراحي، لكن هناك العديد من الحالات الأخرى التي يتطلب علاجها إجراء عمليات جراحية.
بالنسبة للبالغين، غالبًا ما يتطلب الأمر التدخل الجراحي وعلاج المشكلة المتسببة في انسداد الأمعاء. وفي الحالات الحرجة من انسداد الأمعاء الغليظة الناتج عن ورم خبيث، من الممكن استخدام دعامات معدنية قابلة للتمدد يتم وضعها داخل المريض عن طريق منظار من أجل تقليل الانسداد بشكل مؤقت وذلك تمهيدًا لإجراء عملية جراحية أو للتخفيف من حدة الألم.

### انسداد الأمعاء الدقيقة
فيما يتعلق بحالات انسداد الأمعاء الدقيقة، عادةً ما يُقال: «لا تدع الشمس تشرق أو تغرب وأنت مصاب بانسداد الأمعاء»، وهذا يعني أنه يجب الإسراع في العلاج لأن التأخير في مثل تلك الحالة المَرَضية قد يودي في بعض الأحيان بحياة المريض. ولكن بفضل التقدم الهائل الذي طرأ على مجال التصوير بالأشعة الذي يُجرى على انسداد الأمعاء الدقيقة، يمكننا التمييز بشكل دقيق بين حالات الانسداد البسيطة، والتي من الممكن علاجها دون تدخل جراحي، وتلك التي تتطلب تدخلاً جراحيًا عاجلاً (مثل حالات التفاف الأمعاء وانسداد الأمعاء من الجانبين ونقص إمداد الدم إلى الأمعاء والفتق المنحصر، وما إلى ذلك).
بالإضافة إلى ذلك، يمكن إدخال أنبوب مرن صغير من الأنف إلى المعدة ليساعد في إزالة الضغط عن الأمعاء المتضخمة. إلا أنه في بعض الأحيان لا يُفَضِل البعض استخدام هذا الأنبوب لما يسببه من آلام، ولكنه يساعد في تخفيف حدة تشنجات البطن وانتفاخها والتقليل من القيء. هذا، ويعد العلاج الوريدي من الطرق المفيدة أيضًا في هذه الحالات عن طريق إعطاء المحاليل وإمداد الجسم بالسوائل اللازمة، ويتم وضع قسطرة في المثانة ليتم عن طريقها إخراج البول.
بالنسبة لمعظم مرضى انسداد الأمعاء الدقيقة، يتم اللجوء في البداية إلى طرق العلاج غير الجراحية، لأنه في كثير من الحالات يكون هناك قابلية لإزالة الانسداد. ذلك، حيث من الممكن التخلص من بعض الالتصاقات وعلاج الانسداد. وعلى الرغم من ذلك، فعندما يتم اللجوء إلى وسائل العلاج الأخرى بعيدًا عن الجراحة، فإنه يتم فحص المريض عدة مرات يوميًا ويتم إجراء فحوصات من خلال أشعة إكس للتأكد من عدم تدهور الحالة الصحية للمريض إكلينيكيًا.
جدير بالذكر أنه من بين طرق العلاج الأخرى غير الجراحية إدخال أنبوب أنفي مَعدي (إدخال أنبوب عن طريق الأنف ويمر إلى المعدة أو الأمعاء) وعلاج الجفاف واضطرابات الإلكتروليت بالجسم. ومن الممكن استخدام مسكنات الألم الأفيونية بالنسبة للمرضى الذين يعانون من آلام حادة. كما يمكن تناول الأدوية المضادة للقيء إذا كان المريض يتقيأ باستمرار. وعادةً ما يتم علاج نوبات انسداد الأمعاء الدقيقة الناتجة عن وجود التصاقات بجدار الأمعاء دون تدخل جراحي. لكن إذا كان الانسداد كليًا، فإن الأمر يستلزم إجراء عملية جراحية.
وتجدر الإشارة إلى أن معظم المرضى تتحسن حالتهم الصحية بوسائل العلاج الأخرى غير الجراحية وذلك في فترة تتراوح من 2-5 أيام. وعلى الرغم من ذلك، ففي بعض الحالات يكون سبب انسداد الأمعاء هو وجود ورم سرطاني، وفي مثل تلك الحالات يعد التدخل الجراحي العلاج الوحيد. لذا، يخضع مثل هؤلاء المرضى لإجراء عملية جراحية لإزالة سبب الانسداد في الأمعاء الدقيقة. أما بالنسبة لهؤلاء المرضى الذين يخضعون لعمليات استئصال جزء من الأمعاء أو إزالة التصاقات الأمعاء، فغالبًا ما يقيمون في المستشفى لعدة أيام حتى يستعيدوا صحتهم ويستطيعوا تناول الطعام والسير على أقدامهم.
عادةً ما يتم اللجوء إلى طرق العلاج الأخرى غير الجراحية إذا كان سبب انسداد الأمعاء الدقيقة يرجع إلى المعاناة من مرض كرون وسرطان الغشاء البريتوني والتهاب الغشاء البريتوني المتصلب والتهاب الأمعاء نتيجة العلاج الإشعاعي وفي حالة وجود الانسداد منذ الولادة. على العكس من ذلك، إذا لم يخضع المريض المصاب بانسداد الأمعاء لإجراء عملية جراحية من قبل، ففي الغالب لا يتم اللجوء للطرق العلاجية غير الجراحية ويفضل في تلك الحالة التدخل الجراحي.

#### التكهن بالمردود العلاجي المتوقع لانسداد الأمعاء الدقيقة
إن التكهن بالمردود العلاجي المتوقع يكون ممتازًا بالنسبة لمعظم حالات انسداد الأمعاء الدقيقة وتزيد فرص شفائها منه. فمعظم المرضى الذين يرجع انسداد الأمعاء لديهم إلى أسباب غير سرطانية يتماثلون للشفاء بشكل جيد. وعلى الرغم من ذلك، فإذا كان السبب في انسداد الأمعاء الدقيقة يرجع إلى وجود ورم سرطاني، فإنه يتم إخضاع المرضى عمومًا للفحوصات للتأكد من عدم انتشار الورم في مناطق أخرى بالجسم. وإذا كان الورم منحصرًا في الأمعاء الدقيقة، فسوف يتم علاج المريض المصاب حتى يتماثل للشفاء. لكن إذا انتشر الورم السرطاني، فإن المريض قد يحتاج إذن إلى العلاج الإشعاعي أو العلاج الكيميائي.

### انسداد الأمعاء لدى الأطفال
غالبًا ما يرجع السبب في انسداد الأمعاء لدى الأجنة والأطفال حديثي الولادة إلى رتق الأمعاء الخلقي، حيث يوجد ضيق أو انسداد في جزء من الأمعاء أو لا يوجد جزء منها أصلاً. وعادةً ما يتم اكتشاف هذا الرتق قبل ولادة الطفل من خلال مخطط الموجات فوق الصوتية، ويتم علاجه عن طريق إجراء عملية جراحية في البطن بعد الولادة. إذا كان الجزء المتأثر والتالف من الأمعاء صغيرًا، فمن الممكن أن يقوم إخصائي الجراحة باستئصاله وإعادة توصيل الأمعاء ببعضها من جديد. أما إذا كان الجزء الضيق من الأمعاء طويلاً، أو إذا كان تالفًا ولا يمكن استخدامه لفترة من الوقت، فمن الممكن أن يقوم الجَرَّاح بإجراء فتحة مؤقتة في جدار البطن تسمى stoma تتصل بنهاية المعي وذلك لكي تتم عملية الإخراج عن طريقها.

## وصلات خارجية
- Podcast on the management of small bowel obstruction
- Podcast on the management of large bowel obstruction
- Obstruction, Small Bowel في موقع إي ميديسين
- Obstruction, Large Bowel في موقع إي ميديسين
- UCSF Fetal Treatment Center: Bowel Obstructions
- Intestinal Obstruction in Adults نسخة محفوظة 3 نوفمبر 2010 على موقع واي باك مشين.
- A Lecture on Bowel Obstruction